# Carlos Bardasano
Carlos Bardasano (Caracas D.C, Venezuela, 10 de enero de 1973) es un ejecutivo y productor de televisión venezolano. Actualmente trabaja en Televisa, siendo el presidente y productor de W Studios.

## Biografía
Nació en Caracas el 10 de enero de 1973, es hijo de Carlos Bardasano, exvicepresidente de la Organización Cisneros de Venevisión, relacionandose en toda su infancia en el mundo de la Televisión. Comenzó su carrera en el mundo de la televisión en NBCUniversal, a través de Universal Studios Hollywood, trabajando y supervisando la producción de sitcoms para la NBC en 1996. Luego ocupó puestos como «Coordinador de post-producción y Supervisor de post-producción» en Paramount Pictures y Sony Pictures Television respectivamente, supervisando el contenido de las producciones estelares. Obtuvo una maestría en ciencias en administración de televisión de la Facultad de Comunicaciones de la Universidad de Boston.
Anteriormente, Bardasano fue «V.P. de Contenido Original» para Univision, supervisando toda la producción de contenido original de los principales proveedores de contenido de UCI como Televisa, SPT, Caracol Televisión, RTI Televisión y Venevision. También fue «V.P. de programación y producción original» para UniMás de Univision, responsable de toda la programación, producción y estrategia y el relanzamiento del canal. Al principio de su carrera, en 2003, ocupó el cargo de «V.P. de desarrollo de programación» para Univision, donde estaba a cargo de construir una programación fresca e innovadora para todos los canales de transmisión y cable de UCI.
Antes, en NBCUniversal, Bardasano ocupó el cargo de «V.P. ejecutivo de entretenimiento», responsable de toda la programación y el contenido de Telemundo. Antes de eso, fue «V.P. de programación» en Telemundo, a cargo de toda la programación y producción en horario estelar. Bardasano hizo la transición a Telemundo después de trabajar como «ejecutivo de producción» para Sony Pictures Entertainment, la compañía matriz de Telemundo en ese momento.
El 27 de marzo de 2016, se anuncia que Carlos Bardasano es nombrado como el «V.P. Senior de contenido original» para la nueva productora de Patricio Wills en conjunto con Univision Communications y Televisa, W Studios. Dos años más tarde, en 2018, debido al ascenso de Patricio Wills como «Presidente y Head of Studio» de Televisa Studios, Carlos Bardasano actualmente ocupa tanto la presidencia como la producción ejecutiva de W Studios, teniendo como primera responsabilidad la producción de la segunda temporada de La piloto, seguida con el desarrollo de la telenovela Amar a muerte, siendo esta galardonada a 13 nominaciones de los Premios TVyNovelas 2019 entre ellas la nominación a «Mejor telenovela», y el desarrollo de las siguientes ficciones, que son El Dragón: El regreso de un guerrero y Rubí.

## Trayectoria
| Año       | Título                               | Cargo                                           | Empresa productora | Notas                                                                                  |
| --------- | ------------------------------------ | ----------------------------------------------- | ------------------ | -------------------------------------------------------------------------------------- |
| 2017-2018 | La piloto                            | S.V.P. de contenido originalProductor ejecutivo | W Studios          | Serie de televisión; temporada 1 (80 eps.).Serie de televisión; temporada 2 (82 eps.). |
| 2017      | La fuerza de creer                   | S.V.P. de contenido original                    | W Studios          | Serie de televisión; temporada 1.                                                      |
| 2018      | Descontrol                           | S.V.P. de contenido original                    | W Studios          | Serie de televisión; 8 episodios.                                                      |
| 2018      | La bella y las bestias               | S.V.P. de contenido original                    | W Studios          | Serie de televisión; 82 episodios.                                                     |
| 2018-2019 | Amar a muerte                        | Productor ejecutivo                             | W Studios          | Telenovela; 87 episodios.                                                              |
| 2018-2019 | Las Buchonas                         | S.V.P. de contenido original                    | W Studios          | Serie de televisión; 81 episodios.                                                     |
| 2019-2020 | El Dragón: El regreso de un guerrero | Productor ejecutivo                             | W Studios          | Serie de televisión; 82 episodios.                                                     |
| 2020      | Rubí                                 | Productor ejecutivo                             | W Studios          | Serie de televisión; 27 episodios.                                                     |
| 2020      | Como tú no hay 2                     | Productor ejecutivo                             | W Studios          | Telenovela; 85 episodios.                                                              |
| 2021      | Si nos dejan                         | Productor ejecutivo                             | W Studios          | Telenovela; 83 episodios.                                                              |
| 2022      | Los ricos también lloran             | Productor ejecutivo                             | W Studios          | Serie de televisión; 60 episodios.                                                     |
| 2022-2023 | La mujer del diablo                  | Productor ejecutivo                             | W Studios          | Serie de televisión web (26 eps.); con Patricio Wills.                                 |
| 2022-2023 | Travesuras de la niña mala           | Productor ejecutivo                             | W Studios          | Serie de televisión web; con Patricio Wills.                                           |
| 2023      | Pienso en ti                         | Productor ejecutivo                             | W Studios          | Telenovela.                                                                            |
| 2024      | La historia de Juana                 | Productor ejecutivo                             | W Studios          | Telenovela.                                                                            |
| 2025      | Juegos de amor y poder               | Telenovela.                                     |                    |                                                                                        |

## Premios y nominaciones

### Premios TVyNovelas
| Año  | Categoría        | Producción    | Resultado |
| ---- | ---------------- | ------------- | --------- |
| 2019 | Mejor telenovela | Amar a muerte | Ganador   |
| 2019 | Mejor reparto    | Amar a muerte | Ganador   |

### PRODU Awards
- Reconocimiento del PRODU de Oro en 2019, a su trayectoria en televisión.[11]